# Federico de Namur
Federico de Namur (Namur, siglo XI - † Lieja, 2 de mayo de 1121), fue príncipe-obispo del principado de Lieja de 1119 a 1121. 
Es venerado como santo por ciertas confesiones católicas y la Comunión anglicana.

## Biografía
Federico era el tercer hijo del conde Alberto III de Namur y de una mujer de la que sólo se conoce el nombre, Ida.
Tras la muerte de su predecesor Otbert, el capítulo de la catedral de san Lamberto (Lieja) le prefirió por delante de otro candidato, el archidiácono Alejandro de Jülich, hijo del conde Gerardo III de Jülich, y le nombró príncipe-obispo el 23 de abril de 1119, en Colonia. El papa Calixto II confirmó la decisión. Alejandro, sin embargo, formó un ejército para combatir a su rival, pero el rebelde perdió el combate y tuvo que jurar que nunca aspiraría a ser príncipe-obispo.
A su muerte, sus restos tenían un color azulado y los ojos desorbitados; se pensó por tanto que había sido envenenado por causa de su fe, quizá por orden del conde de Lovaina. Por eso, los católicos lo consideran mártir y santo. 
Su dies natalis se celebra el 27 de mayo.

### Citas
1. 1 2  «L'église impériale: de Frédéric de Namur à Albert de Cuyck». La principauté de Liège Essai de chronologie (en francés). 2013. Archivado desde el original el 5 de noviembre de 2013. Consultado el 20 de marzo de 2014.
2. ↑  Cawley, Charles (2006-2008). «Foundation for Medieval Genealogy, Namur» (en inglés). Consultado el 19 de marzo de 2014.
3. ↑  Galliot, Charles François Joseph (1787). Histoire générale, ecclesiastique et civile de la ville et ..., Volume 1 (en francés). Lieja: Lemaire. pp. 108-112. Consultado el 19 de marzo de 2014.